# Kolossi
Kolossi (in greco Κολόσσι?) è una comunità alla periferia di Limassol a Cipro. Si trova in parte nella Base sovrana britannica di Akrotiri ed Episkopi. La sua popolazione nel 2011 era di 5.651.
Kolossi è nota per il suo castello medievale.